# Population optimale

Différents niveaux de populations et leurs relations.

La population optimale est un concept selon lequel la population humaine est capable de maintenir une taille maximale de population avec un niveau de vie idéal, pour tous.

## Description générale
« Une croissance excessive peut réduire la production par travailleur, diminuer le niveau de vie des masses et engendrer des conflits. »

— Confucius 551-479 avant J.-C.

« Le concept de taille optimale ou idéale de la population est à la fois la théorie et politique. Théoriquement, il y a pour un état donné et une offre donnée de ressources naturelles disponibles, avec une offre donnée d'instruments de capitaux et une organisation sociale donnée, une certaine taille de population qui peut exploiter ces ressources au mieux et produire le plus grand revenu par habitant des biens de consommation possible dans les conditions données. »

— Albert B. Wolfe - 1929
Concernant la population humaine, les objectifs de ce concept comprennent la durabilité écologique, la production économique, les bénéfices philosophiques ou éthiques.
Le niveau de population optimale est toujours situé entre la population minimum de viabilité de l'humain et le niveau de population maximal que peut soutenir la capacité de charge de la Terre.
Les principales critiques du concept de population optimale soutiennent que la population sera toujours, à long terme, capable de s'adapter aux exigences d'une population plus grande.

## Estimations
Plusieurs estimations sont possibles pour déterminer le nombre d'humain optimal pour atteindre l'optimum. En effet, le résultat de l'estimation dépend des cibles choisies.
La population optimale a été estimée en 1994 par une équipe dirigé par Paul R. Ehrlich. Les cibles de cette estimation étaient entre autres :
- Une richesse et des ressources décentes pour tous les individus ;
- Un respect des droits de l'homme ;
- La préservation de la diversité culturelle ;
- La prise en compte de la créativité intellectuelle, artistique et technologique ;
- La préservation de la biodiversité.

En respectant ces cibles, la taille de la population optimale a été estimé entre 1,5 milliard et 2 milliards d'individus.
Un rapport de l'Organisation des Nations unies de 2012 compile 65 estimations différentes. L'estimation moyenne du nombre d'individus optimal sur Terre est de 8 milliards.